# حسن‌آباد (بینالود)
حسن‌آباد روستایی در دهستان شاندیز بخش شاندیز شهرستان بینالود استان خراسان رضوی ایران است.

## جمعیت
بر پایه سرشماری عمومی نفوس و مسکن در سال ۱۳۹۵ جمعیت این روستا ۴۰ نفر (۱۳خانوار) بوده‌است.